# پست اندونزی
پست اندونزی (انگلیسی: Indonesian Post) شرکت دولتی پست اندونزیایی است، که در سال ۱۹۹۵ تأسیس شد.